# Rio All-Suite Hotel & Casino
Predefinição:Infobox casino
O Rio All-Suite Hotel & Casino é um hotel de luxo e cassino próximo à Las Vegas Strip em Paradise, Nevada, Estados Unidos. É de propriedade e operado pela Caesars Entertainment Corporation. O Rio foi o primeiro resort de suítes na área de Las Vegas. Foi nomeado após a cidade do Rio de Janeiro e é influenciado pela cultura brasileira. É o cassino anfitrião do World Series of Poker. 
As torres do hotel estão cobertas de vidro azul e vermelho. As 2.522 suítes do hotel Rio variam de 56 a 1.208 m² e têm janelas do chão ao teto. Existem várias moradias privadas na propriedade para grandes apostadores. 
O complexo inclui uma adega com mais de 50.000 garrafas. O Centro de Convenções do Rio Pavilion tem um total de 15 000 m² de área. A Race and Sports Book também está disponível. 

## História

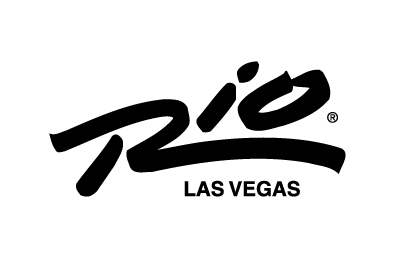
Logomarca do Rio Las Vegas

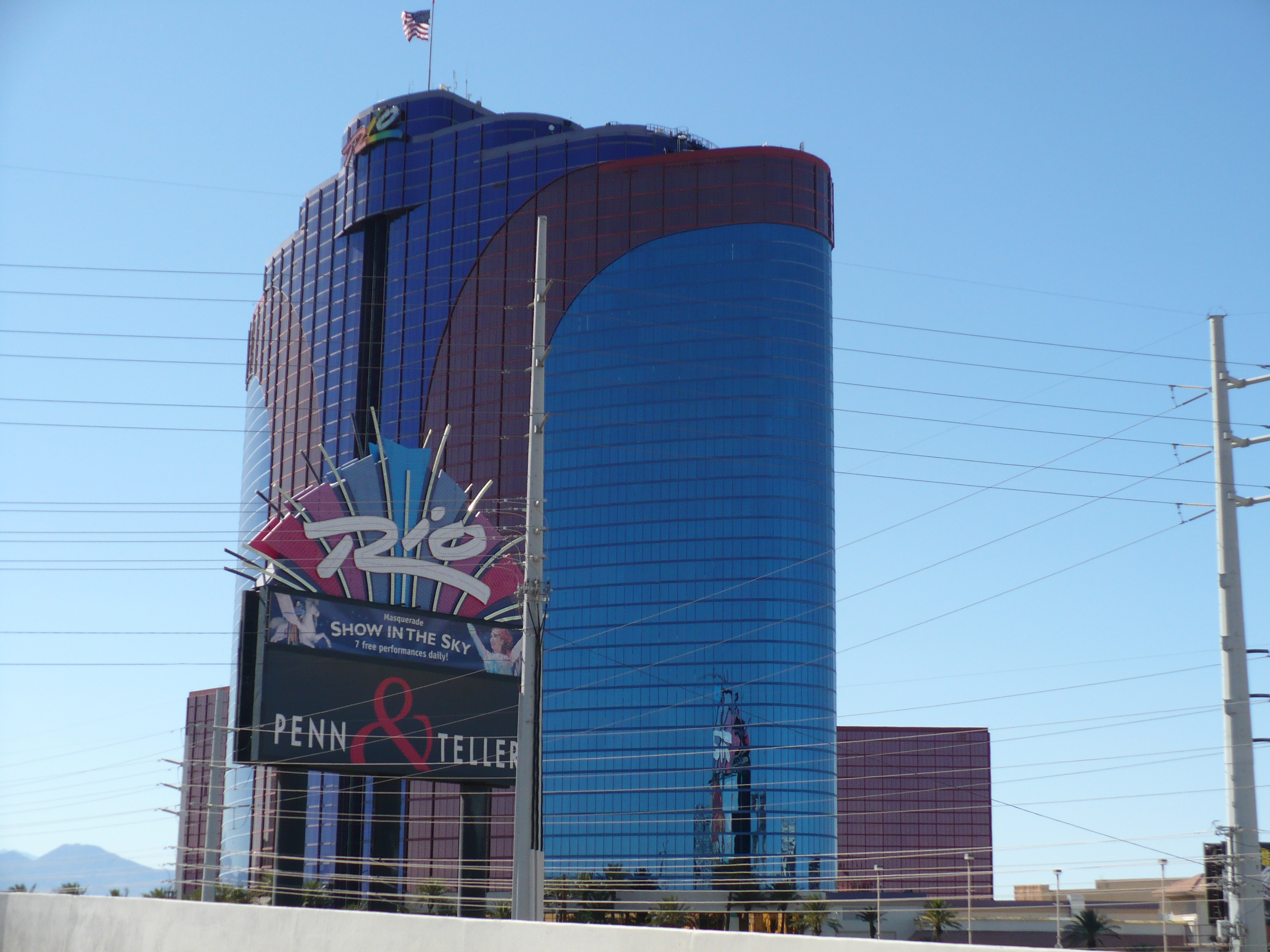
Rio Las Vegas com um anúncio para a Penn & Teller em 2008

O Hotel Rio abriu em 15 de janeiro de 1990, como um cassino local ; foi construído e detido e gerido pela Marnell Corrao Associates. Os shows de inauguração foram o grupo brasileiro Sérgio Mendes '99 e Henrietta Alves de New Orleans, trazendo o primeiro show de dois pianos para Las Vegas, com vários co-performers. Uma torre de expansão de 20 andares foi adicionada à atual Torre de Ipanema em 1993. O Masquerade Village, uma torre de hotéis e expansão de cassino, incluindo o Masquerade Show in the Sky, abriu em 1997 a um custo de mais de US$ 200 milhões. O Rio foi comprado pela Harrah's Entertainment em 1999 por US$ 888 milhões. Após a compra, o Sindicato dos Trabalhadores Culinários organizou os funcionários do Rio através do reconhecimento de cheques por cartão, aplicando a cláusula de neutralidade do contrato existente da Harrah na nova aquisição.